# زوئی وانامیکر
زوئی وانامیکر (انگلیسی: Zoë Wanamaker؛ زادهٔ ۱۳ مهٔ ۱۹۴۹) یک هنرپیشه اهل ایالات متحده آمریکا است. وی از سال ۱۹۷۳ میلادی تاکنون مشغول فعالیت بوده‌است.
از فیلم‌ها یا برنامه‌های تلویزیونی که وی در آن نقش داشته است می‌توان به هری پاتر و سنگ جادو، هفته‌ای که با مریلین گذراندم، گرفته شده از دریا و آقای سلفریج اشاره کرد.

## بخشی از جوایز وافتخارات
- کاندیدای بفتای بهترین بازیگر مکمل زن برای فیلم وایلد در سال ۱۹۹۷